# جون نورس
جون نورس (ولد وعُمد جون نورس في مدينة اكسفورد، بريطانيا في الثامن من تموز 1705 وتوفي في الرابع والعشرين من نيسان 1780 في لندن.) كان جون نورس بائع كتب معروف في نشره عملية وقد تعامل مع العديد من الاشخاص المعروفين مثل بنجامين فرانكلين.

## تعليمه
كان جون نورس ابن طبيب جراح وقد تلفى تعليمه في مدرسة جون روسي المجانية في مدينة ابينغدون، وبعد ذلك أصبح مضيف في نادي مدرسة ابينغدون القديم.

## مهنته
أصبح جون نورس متدرب عند وليام ميرس (ناشر كتب علمية في بريطانيا) كبائع كتب وقد استلم عمله بعد وفاته، شقيقة الطبيب شارلز نورس. منح رخصة الموافقة لنشر التقويم البحري الأول والتقويم الفلكي في عام 1766 حيث ظهر العمل بشكل فعلي في 1767 كما اتضح بالمرسلات بين نيفيل ماسكيلين (عالم الفضاء البريطاني الخامس) وجون نورس.

## وفاته
توفي في كينسنغتون وفن في كنيسة جامعة القديسة مريم العذراء في اكسفورد الثاني من ايار 1780 حيث توجد وصيته في الارشيف الوطني في مقاطعة كيو في لندن.